# هیتر وندوان
هیتر وندوان (انگلیسی: Heather Vandeven؛ زاده ۶ سپتامبر ۱۹۸۱) یک بازیگر پورنوگرافی اهل ایالات متحده آمریکا است.